# Jamb
En jamb (tidigare även iambus eller jambus) är en stigande versfot som används i olika typer av poesi. Ursprungligen avsåg begreppet ett av versmåtten som användes i (den kvantiterande) prosodin i klassisk grekiska: en kort stavelse följd av en lång stavelse (som i "bevis"). Denna terminologi har senare anpassats i beskrivningen på moderna europeiska språk (till exempel svenska), där det hänvisas till en fot som består av en obetonad stavelse följd av en betonad stavelse (som i "minut"). Motsatsen till en jamb är en troké.

## Etymologi
R. S. P. Beekes har föreslagit att antika grekiskans: ἴαμβος
iambos har ett förgrekiskt ursprung. En gammal hypotes är att ordet är lånat från frygiska eller pelasgiska, och bokstavligen betyder "Einschritt", det vill säga "ett steg", jämför dityramb och thriambus, men Henk Versnel avvisar denna etymologi och föreslår i stället en härledning från ett kultutrop. Ordet kan vara relaterade till Iambe, en mindre grekisk versgudinna, med särskilt plump, vulgär humor. I det antika Grekland var iambus en genre med framför allt satirisk poesi, vilket inte automatiskt innebär en viss meter. Jambisk meter fick sitt namn från att vara karakteristisk för iambi, inte tvärtom.

## Bakgrund
Alla versfötter på upp till fyra stavelser kategoriserades och namngavs först i Antikens Grekland. Grekernas versfotslära grundade sig på kvantitet, på skillnaden mellan lång och kort stavelse. I modernare europeisk verslära har man övertagit namnen, men bygger istället kategoriseringen på kvalitet, på skillnaden mellan stark och svag tryckaccent.
Av grekernas många versfötter är det främst de fem enklaste som används i dag: troké, jamb, daktyl, anapest och spondé. De kan inläras på svenska med hjälp av Alf Henriksons minnesvers:
Havet är fullt av daktyler som lägger sig.
I sömntung jämvikt rörs spondéns boj.
På stranden dansar jamb vid jamb.
Där står fem trokéer stelt på linje.
Anapester till häst rycker fram.

## Accentuerande vers
I accentuerande-vers är jamben en versfot som har följande rytmiska mönster:
| da | DUM |

Jambisk pentameter är ett av de vanligaste versmåtten inom engelsk och tysk poesi. En versrad i jambisk pentameter består av fem på varandra följande jamber.
Jambisk trimeter är det versmått som användes i de talade verserna i grekisk tragedi och komedi, och består av sex jamber—eftersom en jambisk meter bestod av två jamber. I modern stavelseaccent-vers, består jambisk trimeter av en versrad med tre jamber.
Mindre vanliga jambiska versmått är jambisk tetrameter (fyra jamber per versrad) och jambisk heptameter (sju jamber per versrad). Lord Byrons "She Walks in Beauty" exemplifierar jambisk tetrameter; jambisk heptameter finns i den australiensiske poeten A. B. "Banjo" Patersons "Mannen från Ironbark". Besläktad med jambisk heptameter är det mer vanliga versmåttet ballad, där en versrad av jambisk tetrameter efterträds av en rad av jambisk trimeter, oftast i fyrradig form. Samuel Taylor Coleridges Sången om den gamle sjömannen är ett klassiskt exempel på denna form, liksom Nu tändas tusen juleljus.
Inom svenska och engelska tillåter man ibland att jambiska versrader har en extra stavelse.